# Tirunelveli (dystrykt)

Dystrykt Tirunelveli na mapie stanu Tamilnadu

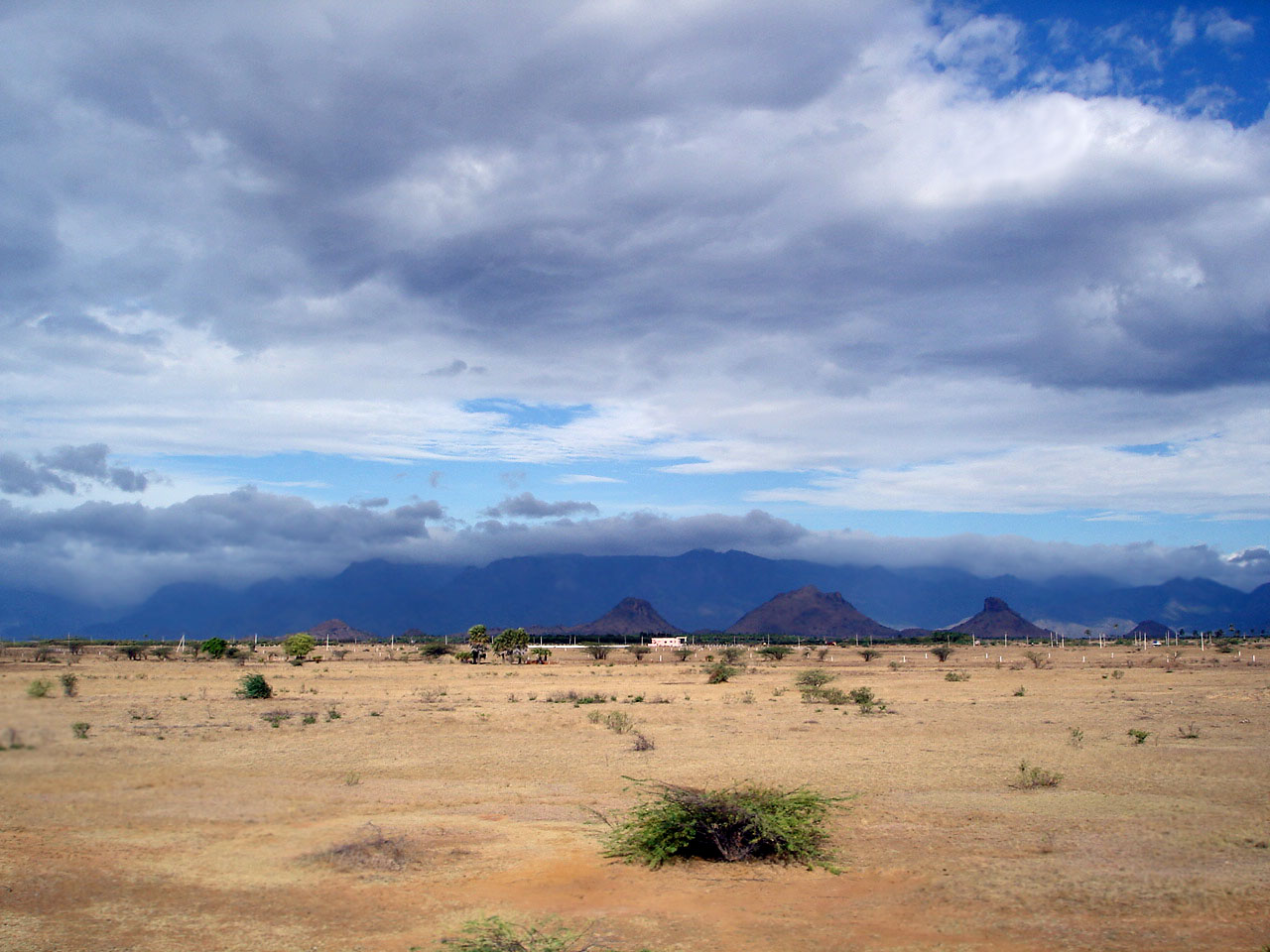
Typowy krajobraz dystryktu Tirunelveli

Tirunelveli – jeden z dystryktów stanu Tamilnadu (Indie). Stolicą dystryktu Tirunelveli jest miasto Tirunelweli.

## Położenie
Od północy graniczy z dystryktem Virudhunagar, od wschodu z dystryktem Tuticorin, od południowego wschodu z Zatoką Mannar, od południowego zachodu z dystryktem Kanyakumari, od zachodu ze stanem Kerala.